# Microdon
Microdon là một chi ruồi trong họ Syrphidae.

## Hình ảnh

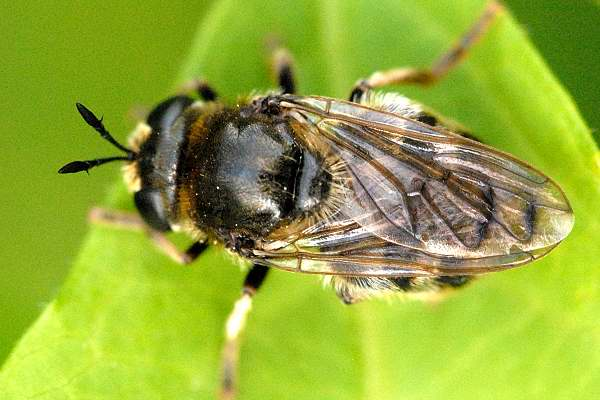